# Fritz Scherer
Fritz Scherer (1940. február 16. – 2025. március 16. vagy előtte) német közgazdász, egyetemi tanár, az üzleti adminisztráció professzora. 1985 és 1994 között az FC Bayern München elnöke, 1994 és 2012 között az egyesület alelnöke. Tagja volt a DFB-bizottságnak.

## Élete
Fiatal éveiben a BC Augsburg juniorcsapatában futballozott. Később közgazdásznak tanult. 1979-től 1985-ig az FC Bayern München pénztárosa volt. 1985-ben megválasztották az FC Bayern München elnökének a posztjából távozó Willi O. Hoffmann helyére. 1994-ben az elnöki tisztségben Franz Beckenbauer váltotta. Klubvezetése alatt számos sikert ért el a csapat.
1987-ben az egyesület Németország legsikeresebbje lett, így megkapta a "Rekordbajnok" (németül: "der Rekordmeister") címet, melyet máig viselhet, mivel az FC Bayern München nyerte meg legtöbbször a bajnokságot. 1994-től 2012-ig a klub alelnöke volt. A 2012-es közgyűlésen nem indult a választáson, így utódja Karl Hopfner lett. 2003-ig professzora volt az üzleti adminisztrációnak a Hochschule für angewandte Wissenschaften Augsburg-on. Tagja volt a Német labdarúgó-szövetség adó- és üzleti bizottságának.